# Söllner (soziale Schicht)
Söllner (regional auch Söldner und Seldner sowie Handfröhner) waren in der Zeit der Grundherrschaft jene Bauern, die zwar einen Hof, aber kein Land besaßen. 

## Unterteilung
Weitere Kategorien dieser Gesellschaftsschichten  waren die Sessionsbauern, die sowohl Land als auch Haus hatten, sowie die Inwohner, die weder das eine noch das andere besaßen. Diese Unterteilung geschah jedoch rein nach sozialen Kriterien und niemand war standesrechtlich daran gebunden. So kam es oft vor, dass Söllner sich auf Feldern reicherer Bauern betätigten und für diese Zeit ihr Haus verließen und Inwohner bei einem Sessionsbauern wurden.

## Besiedelung
Söllnersiedlungen sind typischerweise höher gelegen, wodurch die meisten heute noch durch den Namenszusatz "-Bergen" zu erkennen sind. Beispiele dafür sind Wolfau-Bergen oder Ortsteile, die einfach "Bergen" heißen. Dies ergab sich aus den erhöhten Abgaben im 16. und 17. Jahrhundert in Westungarn, sodass einige Bauern gezwungen waren, in diese Gebiete mit geringerer Besteuerung umzusiedeln.